# Вишневий Діл
Вишне́вий Діл (до 1960 року — хутір Вороши́лове) — село в Україні, у Молодогвардійській міській громаді Луганського району Луганської області. Населення становить 32 особи.

## Географія
Географічні координати Вишневого Долу: 48°32' пн. ш. 39°29' сх. д. Часовий пояс — UTC+2. Загальна площа села — 0,93 км². Довжина Вишневого Долу з півночі на південь — 0,6 км, зі сходу на захід — 0,5 км.
Село розташоване у східній частині Донбасу за 30 км від районного центру — міста Краснодона. Через село протікає річка Луганчик.

## Історія
Поселення засноване як хутір Ворошилове у 1927 році. Перейменовано та надано статус села у 1960 році.

## Населення
За даними перепису 2001 року населення села становило 32 особи, з них 15,63% зазначили рідною мову українську, а 84,38% — російську.

## Відомі люди
- Зінченко Микола Аксенович — Герой Радянського Союзу.